# Rainy Days (Buckethead)
Rainy Days è il settantanovesimo album in studio del chitarrista statunitense Buckethead, pubblicato il 1º marzo 2014 dalla Hatboxghost Music.

## Descrizione
Quarantaseiesimo disco appartenente alla serie "Buckethead Pikes", Rainy Days è stato pubblicato in contemporanea a Roller Coaster Track Repair, 47º album appartenente alla medesima serie.

## Tracce
Musiche di Buckethead.
1. See-Through Cloud – 9:03
2. Underwater Rain Drops – 9:41
3. Light Through the Fog – 9:30
4. Rainbow – 2:53

## Formazione
- Buckethead – chitarra, basso, programmazione